# Sinal de Kehr
O sinal de Kehr é um sinal médico de ocorrência de dor aguda no ombro devido a presença de sangue ou outros irritantes na cavidade peritoneal homolateral quando uma pessoa está deitada e com as pernas elevadas. O sinal de Kehr no ombro esquerdo é considerado um sinal clássico de ruptura de baço.